# ديف براون (رائد أعمال)
ديف براون (بالإنجليزية: Dave Brown)‏ هو رائد أعمال أمريكي، ولد في 28 فبراير 1976 في كوينز في الولايات المتحدة.